# Dwayne Collins
Dwayne Collins (Miami, Florida, 13 de abril de 1988-16 de abril de 2025) fue un jugador de baloncesto estadounidense. Con 2,03 metros de estatura, jugaba en la posición de ala-pívot.

## Trayectoria deportiva

### Universidad
Jugó durante cuatro temporadas con los Hurricanes de la Universidad de Miami, en la que promedió 9,9 puntos, 7,0 rebotes y 0,9 asistencias por partido. Es el segundo jugador de la historia de su universidad en alcanzar los 1000 puntos, 850 rebotes y 100 asistencias a lo largo de la carrera. Su récord de anotación lo logró en su tercera temporada, ante Florida Atlantic, con 24 puntos.

#### Estadísticas
| Año     | Equipo | PJ  | PT  | MPP  | %TC  | %3P  | %TL  | RPP | APP  | ROB  | TPP  | PPP  |
| ------- | ------ | --- | --- | ---- | ---- | ---- | ---- | --- | ---- | ---- | ---- | ---- |
| 2006–07 | Miami  | 32  | ... | 25.2 | .538 | .000 | .579 | 6.5 | 0.6  | 0.6  | 0.6  | 8.6  |
| 2007–08 | Miami  | 34  | ... | 20.0 | .550 | .000 | .500 | 6.6 | 0.4  | 0.5  | 0.9  | 8.6  |
| 2008–09 | Miami  | 31  | ... | 24.9 | .762 | .000 | .583 | 7.3 | 1.3  | 1.0  | 0.4  | 10.6 |
| 2009–10 | Miami  | 29  | ... | 24.7 | .604 | .000 | .569 | 7.8 | 1.2  | 0.6  | 1.1  | 12.0 |
| Total   | Total  | 126 | ... | 23.7 | .564 | .000 | .558 | 7.1 | 0.75 | 0.88 | 0.75 | 10.0 |

### Profesional
Fue elegido en la sexagésima y última posición del Draft de la NBA de 2010 por Phoenix Suns. pero el club decidió que se terminara de formar jugando en Europa, fichando por el Cimberio Varese de la liga italiana, pero una lesión en la rodilla izquierda que necesitó cirugía le mantuvo toda la temporada alejado de las pistas.